# Skøll Tuborg
Ne doit pas être confondu avec Skol.
Skøll Tuborg est une marque de bière française aromatisée à la vodka (6° d'alcool) lancée par les Brasseries Kronenbourg en 2013.